# サ・タラヤ
サ・タラヤ（カタルーニャ語: Sa Talaiassa）は、スペイン・バレアレス諸島州サン・ジュゼブ・ダ・サ・タラヤ（バレアレス諸島・イビサ島）にある山。標高は475メートルであり、イビサ島の最高峰である。サ・タラヤッサ（カタルーニャ語: Sa Talaiassa: カタルーニャ語発音: [sə təɫəˈjasə]）、サ・タラヤ・ダ・サン・ジュゼブ（カタルーニャ語: Sa Talaia de Sant Josep）などの表記もある。

## 地理
山名はカタルーニャ語で「物見塔」を意味する。イビサ島でもっとも面積の大きな自治体であるサン・ジュゼブ・ダ・サ・タラヤはこの山名から名づけられた。

## 歴史
1972年1月7日にはイベリア航空602便事故が起こった。スペイン本土のバレンシア空港を出発してイビサ空港に向かっていたイベリア航空602便は、サ・タラヤの475mの頂上から約30メートル下に墜落し、98人の乗客と6人の乗員合わせて104人全員が亡くなった。